# هان دوک سو
هان دوک سو (کره‌ای: 한덕수؛ زادهٔ ۱۸ ژوئن ۱۹۴۹) دیپلمات، اقتصاددان و سیاستمدار اهل کره جنوبی است که از مارس ۲۰۲۵ تا مه ۲۰۲۵ مجدداً به عنوان نخست‌وزیر کره جنوبی و رئیس‌جمهور موقت کره جنوبی فعالیت کرد، او پیشتر از مهٔ ۲۰۲۲ تا دسامبر ۲۰۲۴ به عنوان نخست‌وزیر خدمت کرد، همچنین وی از ۱۴ دسامبر تا ۲۷ دسامبر ۲۰۲۴ رئیس‌جمهور موقت کره جنوبی بود. هان پنجمین شخصی است که برای بار دوم نخست‌وزیر شد او پیش از این نخست‌وزیر دولت کره جنوبی تحت ریاست جمهوری رو مو هیون از سال ۲۰۰۷ تا ۲۰۰۸ بوده است. او سفیر کره جنوبی در ایالات متحده آمریکا از سال ۲۰۰۹ تا ۲۰۱۲ بوده است. او رئیس انجمن تجارت بین‌المللی کره از سال ۲۰۱۲ تا ۲۰۱۵ بوده است.

## تحصیلات
هان در سال ۱۹۷۱ از دانشگاه ملی سئول با مدرک اقتصاد فارغ‌التحصیل شد. او در سال ۱۹۷۹ مدرک کارشناسی ارشد اقتصاد و در سال ۱۹۸۴ دکترای اقتصاد از دانشگاه هاروارد را دریافت کرد.